# Yukie Chiri
Yukie Chiri (知里 幸恵, Chiri Yukie), née le 8 juin 1903, morte le 18 septembre 1922, à 19 ans, est une femme de lettres japonaise, qui a notamment transcrit des yukar, récits épiques de tradition orale de l’ethnie aïnoue.

## Biographie

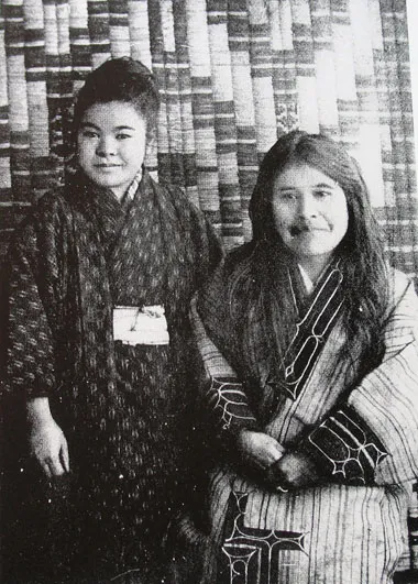
Une photographie de Yukie Chiri, à gauche, avec sa tante Imekanu, à droite

Fille de Takakichi et Nami Chiri, elle est née au sein d’une famille aïnoue, à Noboribetsu, une ville sur l'île de Hokkaidō, la préfecture septentrionale du Japon, sous l'ère Meiji. Les Aïnous sont alors considérés comme un peuple arriéré, et, dans le cadre de la colonisation de l'île, la politique du gouvernement est de les assimiler et de leur faire intégrer un mode de vie japonais. Elle est issue d'une famille de conteurs, et sa mère Nami les lui raconte dès sa petite enfance. À l'âge de six ans, Chiri est envoyée vivre chez sa grand-mère Monashnouktante et sa tante Imecanu (aussi connue comme Kannari Matsu (金成マツ)) dans l'enceinte de l'Église épiscopale de Chikabumi, dans la banlieue d'Asahikawa. Elle reçoit une éducation bilingue en aïnou et en japonais à l'école professionnelle pour filles d'Asahikawa, d'où elle décroche un diplôme en 1910,.
En 1918, un linguiste japonais, Kyōsuke Kindaichi, fait sa connaissance en rendant visite à Imecanu. Il remarque ses connaissances sur les traditions aïnous et ses compétences linguistiques. Il la recrute comme assistante, et l'encourage à transcrire les yukar de son enfance, tels qu'ils sont transmis oralement au sein de son milieu familial. Invitée à Tokyo, elle déménage à la capitale japonaise mais y décède quelques mois plus tard d'une insuffisance cardiaque, alors qu'elle termine un premier recueil de chants aïnous,.

## Travaux effectués

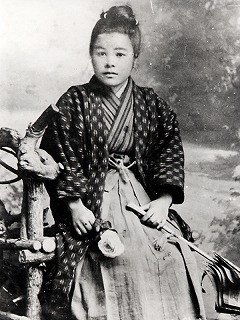

Convaincue par Kyōsuke Kindaichi de l'intérêt et de la nécessité de préserver la tradition orale de son peuple, Yukie a réuni les chants et les contes que lui a transmis son milieu familial, parents, grands-parents, tante, etc. Elle les a à la fois traduits en japonais, mais elle a aussi transcrit le son des mots aïnou en alphabet latin. Publié une année après son décès sous le titre Ainu Shinyōshū (アイヌ神謡集, litt. « Recueil des épopées aïnoues des dieux »)) le recueil a été un grand succès dans la presse à cette époque, en faveur de la reconnaissance de la culture aïnou au Japon.
Son jeune frère, Mashiho Chiri (知里 真志保), et sa tante Imecanu ont pris sa relève sous le parrainage de Kindaichi sur le travail de pérennisation des yukar et de description des traditions de ce peuple (le mode de vie, les pratiques et les croyances). Mashiho est devenu un érudit aïnou respecté, et le tout premier professeur de la langue aïnou à l'Université impériale de Tokyo.
Chiri et son petit frère Mashiho ont tous deux été secrètement parrainés par Keizō Shibusawa, héritier de Shibusawa Eiichi, par moyen de dons anonymes.

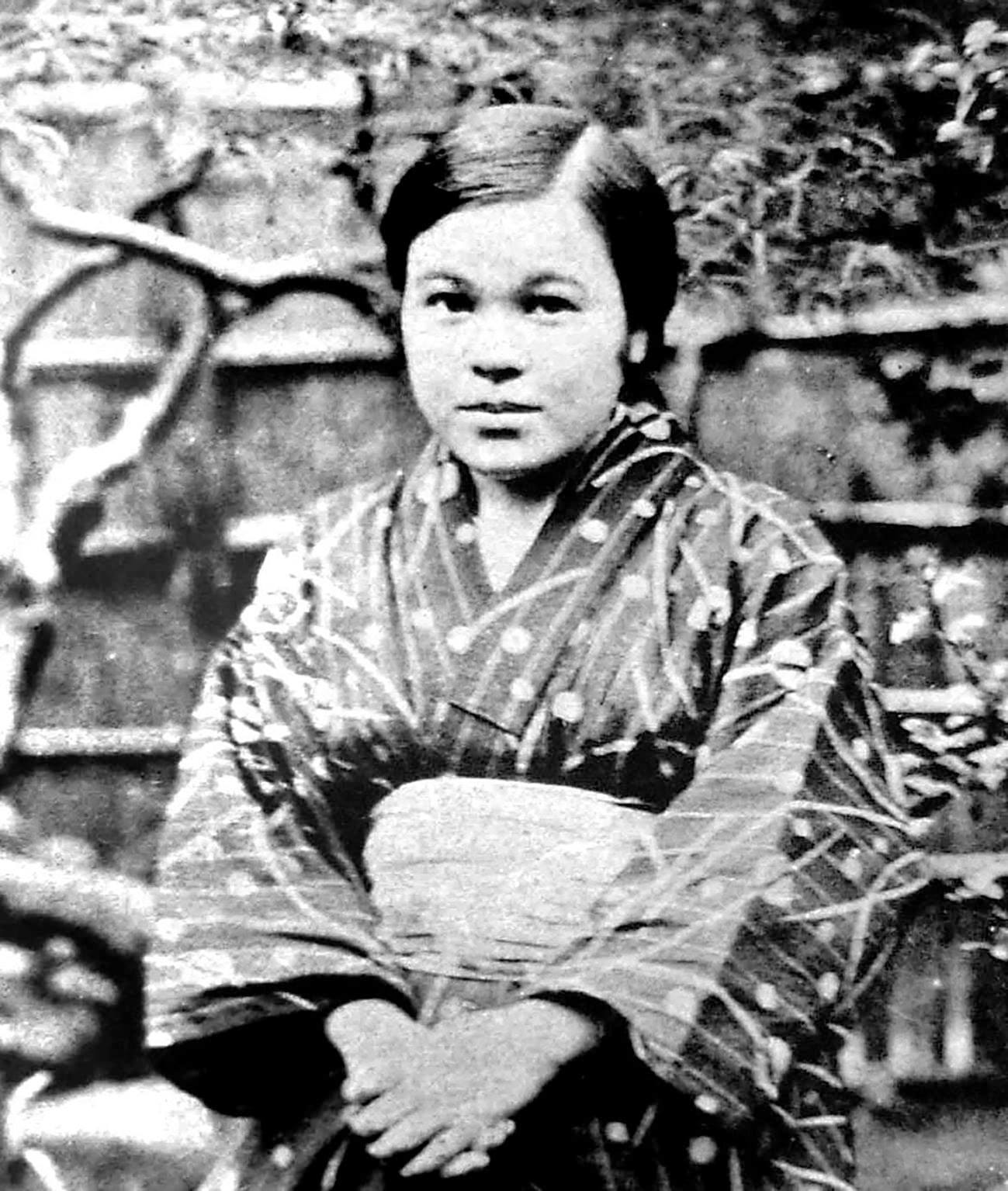